# Mistrzostwa Polski w Skokach Narciarskich 1961
36. Mistrzostwa Polski w Skokach Narciarskich – zawody o mistrzostwo Polski w skokach narciarskich, które odbyły się w dniach 18-19 lutego 1961 roku na skoczni Malinka w Wiśle.
W konkursie skoków narciarskich zwyciężył Józef Gąsienica-Bryjak, srebrny medal zdobył Antoni Wieczorek, a brązowy - Ryszard Witke.
Konkurs o mistrzostwo Polski był dwudniową rywalizacją, zaś notą łączną zawodnika była suma not ze wszystkich czterech skoków.

## Wyniki konkursu
| Miejsce | Zawodnik               | Klub                  | Nota (18.02.) | Nota (19.02.) | Punkty |
| ------- | ---------------------- | --------------------- | ------------- | ------------- | ------ |
| 1.      | Józef Gąsienica-Bryjak | AZS Zakopane          | 226,0         | 228,0         | 454,0  |
| 2.      | Antoni Wieczorek       | LKS Skrzyczne Szczyrk | 225,0         | 227,0         | 452,0  |
| 3.      | Ryszard Witke          | AZS Wrocław           | 222,0         | 225,5         | 447,5  |
| 4.      | Gustaw Bujok           | WKS Zakopane          | 217,5         | 225,0         | 442,5  |
| 5.      | Piotr Wala             | KKS Bielsko-Biała     | 219,0         | 218,0         | 437,0  |
| 6.      | Władysław Tajner       | Olimpia Goleszów      | 216,5         | 219,0         | 435,5  |
| 7.      | Antoni Łaciak          | WKS Zakopane          | 212,5         | 215,5         | 428,0  |
| 8.      | Jan Furman             | WKS Zakopane          | 210,5         | 210,5         | 421,0  |

W konkursie wzięło udział 31 zawodników.